# 新庄村 (大阪府)
新庄村（しんじょうむら）は、大阪府西成郡にあった村。現在の大阪市東淀川区の一部にあたる。

## 地理
- 神崎川

## 歴史
- 1889年（明治22年）4月1日 - 町村制施行により、西成郡上新庄村、下新庄村が合併して新庄村が発足。大字上新庄に中島村との組合村役場を設置。
- 1925年（大正14年）4月1日 - 大阪市に編入され、東淀川区上新庄町、下新庄町となる。同日新庄村廃止。

## 交通

### 鉄道路線
- 新京阪鉄道（現・阪急電鉄）
  - 千里山線（現・阪急千里線）
    - 下新庄駅

現在は上記の他に阪急京都本線の上新庄駅が所在するが、当時は未開業。